# Erucastrum elatum
Erucastrum elatum är en korsblommig växtart som först beskrevs av John Ball, och fick sitt nu gällande namn av Otto Eugen Schulz. Erucastrum elatum ingår i släktet kålsenaper, och familjen korsblommiga växter. Inga underarter finns listade i Catalogue of Life.